# Condado de Fannin (Georgia)
El condado de Fannin (en inglés: Fannin County) es un condado en el estado estadounidense de Georgia. En el censo de 2000 el condado tenía una población de 19 798 habitantes. La sede de condado es Blue Ridge. El condado fue fundado el 21 de enero de 1854 y fue nombrado en honor a James Fannin, un nativo de Georgia que luchó en la Revolución de Texas.

## Geografía
Según la Oficina del Censo, el condado tiene un área total de 1014 km² (391 sq mi), de la cual 999 km² (386 sq mi) es tierra y 15 km² (6 sq mi) (1,45%) es agua.

### Condados adyacentes
- Condado de Cherokee, Carolina del Norte (noreste)
- Condado de Union (este)
- Condado de Dawson (sureste)
- Condado de Lumpkin (sureste)
- Condado de Gilmer (oeste)
- Condado de Murray (oeste)
- Condado de Polk, Tennessee (noroeste)

### Áreas protegidas nacionales
- Chattahoochee-Oconee National Forest

## Autopistas importantes
- U.S. Route 76
- Ruta Estatal de Georgia 2
- Ruta Estatal de Georgia 5
- Ruta Estatal de Georgia 60
- Ruta Estatal de Georgia 515

## Demografía
En el  censo de 2000, hubo 19 798 personas, 8369 hogares y 6008 familias residiendo en el condado. La densidad poblacional era de 51 personas por milla cuadrada (20/km²). En el 2000 había 11 134 unidades unifamiliares en una densidad de 29  por milla cuadrada (11/km²). La demografía del condado era de 98,0% blancos, 0,1% afroamericanos, 0,5% amerindios, 0,2% asiáticos, 0,2% de otras razas y 1,0% de dos o más razas. 0,7% de la población era de origen hispano o latino de cualquier raza. 
La renta promedio para un hogar del condado era de $30 612 y el ingreso promedio para una familia era de $35 258. En 2000 los hombres tenían un ingreso medio de $28 728 versus $21 246 para las mujeres. La renta per cápita para el condado era de $16 269 y el 12,40% de la población estaba bajo el umbral de pobreza nacional.

## Ciudades y pueblos
- Blue Ridge
- Epworth
- McCaysville
- Mineral Bluff
- Morganton